# Terra Australis

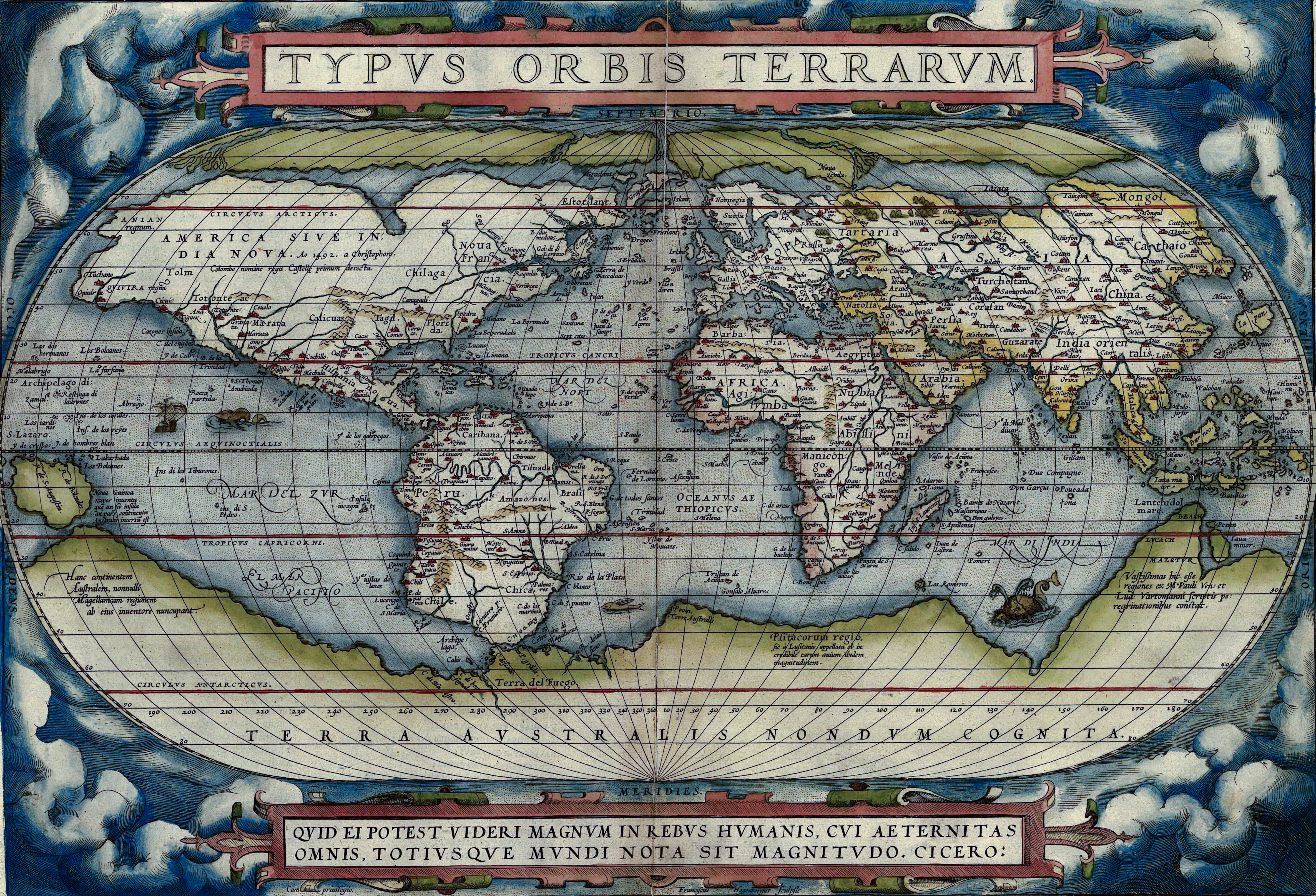
Terra Australis Abraham Ortelius 1570-es világtérképén az alsó nagy, zöld földterület

Terra Australis, vagy más néven Terra Australis Incognita egy feltételezett, fiktív déli kontinens, aminek létezését az ókorban vetették fel először, és egészen a földrajzi felfedezések korának végéig tartotta magát a teória, hogy egy hatalmas szárazföld található a Föld déli féltekén, de ilyet végül nem találtak. Ebből a névből ered Ausztrália elnevezése, ez a kontinens azonban jóval kisebb annál, mint amekkorának a középkorban Terra Australist tartották.

## Története
Elsőként Cicero majd Ptolemaiosz  írt a  feltételezett kontinensről, abból a feltételezésből kiindulva, hogy ha északra vannak nagy kiterjedésű földek, akkor déli irányban is lehetnek ilyen földrészek távolabbra. Mint később kiderült, voltak is, de nem akkorák, mint az északi féltekén. A következő évszázadokban megannyi korabeli térképen, földgömbön és leírásban írtak tényként a kontinensről, illetve ábrázolták azt, noha a létezését igazoló közvetlen bizonyítékok nem álltak rendelkezésre. A földrajzi felfedezések korában, a 16. századtól a 18. századig egyre jobban sikerült a Föld addig kevéssé ismert területeit felfedezni és feltérképezni, ekkor vált az is nyilvánvalóvá, hogy a különféle szigetek, mint a Salamon-szigetek vagy a Fülöp-szigetek nem Terra Australis részei, illetve Ausztrália, Tasmania és Új-Zéland sem részei a mitikus kontinensnek. Ebben az időszakban számos fantasztikus regény született, amelyekben a kitalált kontinensen zajló kalandokról írtak. A legismertebb felfedező, aki még utoljára megkísérelte megtalálni Terra Australist, az James Cook volt, aki felfedezőútjain alapos részletességgel térképezte fel a Csendes-óceán déli vidékeit, mint például Új-Zélandot is. Cook munkássága végérvényesen bebizonyította, hogy az évszázadokig elképzelt és valósként kezelt kontinens nem létezik.

## Források

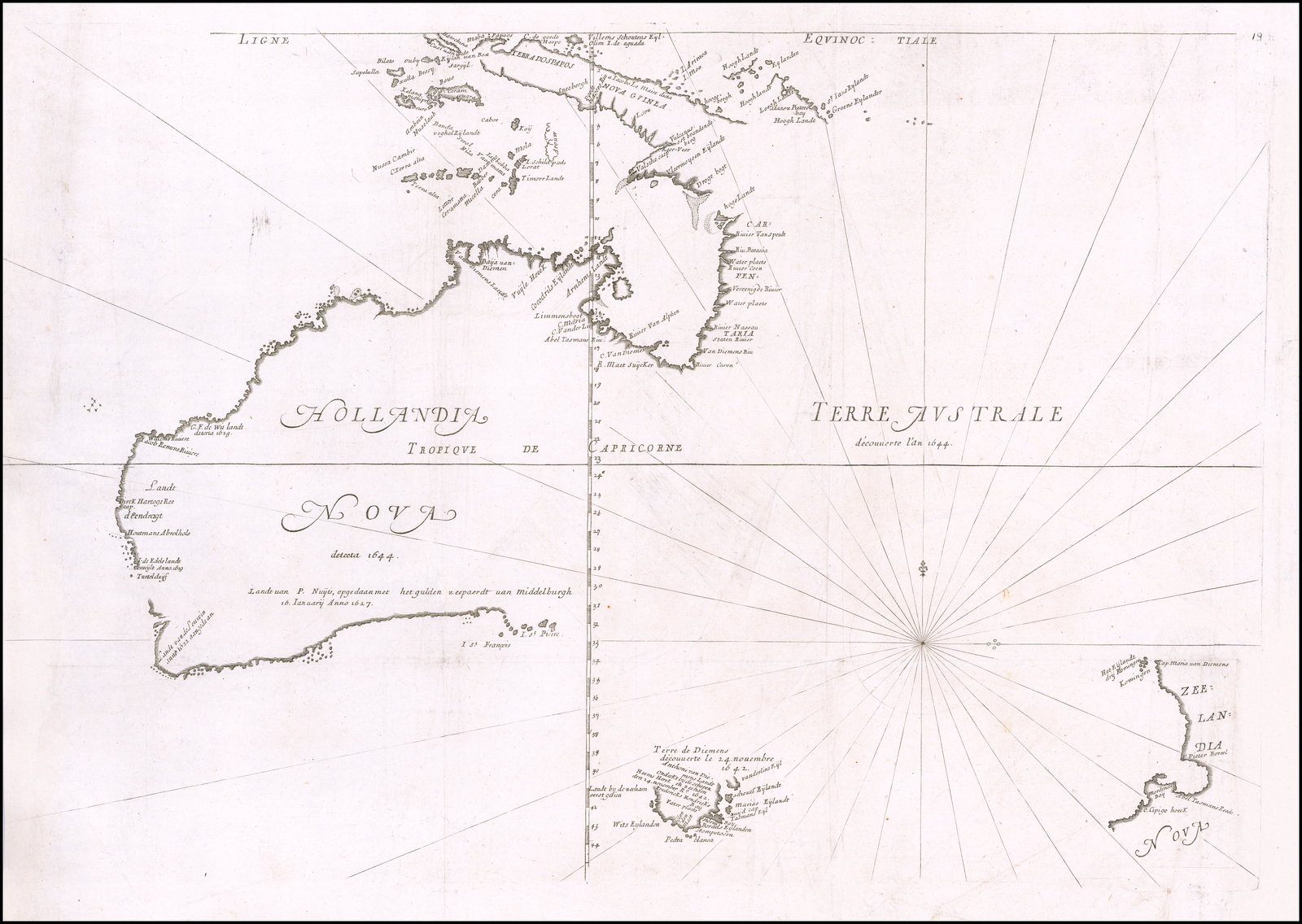
Ausztrália nagy része Hollandia Nova (Új Hollandia) néven ábrázolva, még „összenőve” az elképzelt kontinenssel, alatta Tasmánia és Új-Zéland részleges partvonalaival egy 1672 körüli térképen

## Fordítás
- Ez a szócikk részben vagy egészben  a   Terra Australis című angol Wikipédia-szócikk fordításán alapul.  Az eredeti cikk szerkesztőit annak laptörténete sorolja fel. Ez a jelzés csupán a megfogalmazás eredetét és a szerzői jogokat jelzi, nem szolgál a cikkben szereplő információk forrásmegjelöléseként.